# Roger (arcybiskup Splitu)
Roger (ur. początek XIII wieku w Torre Maggiore, zm. 14 kwietnia 1266) – arcybiskup Spalato (dzisiejszego Splitu) od 1249, kronikarz.
Był kapelanem kardynała Jakuba Pecorariego, wraz z nim przybył na Węgry w 1232 roku (Pecorari został tam wysłany jako nuncjusz papieski). Roger został dziekanem w Waradynie, w 1243 w Sopronie, a najpóźniej w 1249 kanonikiem w Zagrzebiu. Po śmierci Pecorariego był kapelanem kardynała Jana Toletanusa. W 1249 został arcybiskupem Splitu. Jest autorem kroniki zatytułowanej Carmen miserabile super destructione regni Hungariae temporibus Belae IV regis per Tartaros facta. Został pochowany w katedrze w Splicie.